# Variimorda miyarabi
Variimorda miyarabi là một loài bọ cánh cứng trong họ Mordellidae. Loài này được Nomura miêu tả khoa học năm 1962.